# Кожарка
Кожарки (також Кожарка) — колишнє село Чигиринського району Черкаської області. В 1959 році територія села затоплена водами Кременчуцького водосховища. Мешканці переселені до зановоствореного села Рацеве.

## Історія

Кожарки на карті 1869 року

Село біля підошви Дніпровських гір, якими починається широка степ, тягнеться до самого Чигирина. Місцезнаходження однакового з Адамівка, в 2-х верстах на південь від цього села, якого вона може вважатися продовженням. Той же болотистий струмок Шибеко. Жителів обох статей 1216; в 1808 році вважалося 79 дворів, а жителів обох статі 632.
В селі була дерев'яна церква св. Михаїла 6-го класу, що мала 35 десятин землі. Була побудована козаком Дмитриком, що з'явився в селі після 1741 року, у 1759-му році
У ХІХ ст. село входило до Рацівської волості у складі Чигиринського повіту Київської губернії.
Станом на 1946 рік Кожарки входили до складу Чигиринського району Кіровоградської області, пізніше, у 1950-х роках Чигиринський район переданий до Черкаської обл.
Клірові відомості, метричні книги, сповідні розписи церкви св. Михаїла с. Кожарки Київського воєв., з 1797 р. Рацівської волості Чигиринського пов. Київської губ. зберігаються в ЦДІАК України.